# Gian Antonio Maggi
Pour les articles homonymes, voir Maggi (homonymie).
Gian Antonio Maggi (Milan, 19 février 1856 – Milan, 12 juillet 1937) est un mathématicien et physicien italien.

## Biographie et carrière
Gian Antonio Maggi est diplômé en physique à l'université de Pavie en 1877 ; l'année suivante, il obtient également un diplôme en mathématiques. En 1881, il passe une année de perfectionnement à étudier en Allemagne avec Gustav Kirchhoff.
De retour en Italie, il est professeur adjoint de physique expérimentale à Pavie, après quoi il obtient le poste d'enseignant en physique mathématique. Carlo Somigliana, Giacinto Morera, Giulio Vivanti, entre autres, se sont formés sous son enseignement.
En 1885, il est professeur extraordinaire d'analyse algébrique à l'université de Modène, pour ensuite passer, l'année suivante, comme professeur de la même discipline, à celle de Messine, où il reste jusqu'en 1895. En 1897, il rejoint la chaire de mécanique analytique de l'université de Pise en tant que professeur titulaire, où il reste jusqu'en 1924, date à laquelle il retourne dans sa ville natale, en tant que professeur titulaire de la même discipline à l'Université de Milan, où il fonde en 1929 l'Istituto di Matematica avec Oscar Chisini et Giulio Vivanti. En plus de Messine et de Pise, à Milan, il enseigne également la physique mathématique.
En 1931, il est démis de ses fonctions, puis nommé émérite de l'Université de Milan. Cependant, il poursuit toujours son activité de recherche et d'étude, qui vise principalement la physique mathématique, la mécanique supérieure et l'analyse mathématique, et toujours menée, dans la mesure du possible, avec une méthodologie qui ne négligeait jamais les aspects historiques relatifs du problème considéré de temps à autre.

## Travaux
Ses travaux les plus importants concernent d'une part la mécanique physique, la mécanique analytique des systèmes matériels en particulier, avec la découverte, entre autres, des premières formes des équations du mouvement pour les systèmes non holonomes, aujourd'hui appelées équations de Maggi, déduit quelques années avant les travaux de Paul Appell sur ces systèmes mécaniques, alors que d'autre part, il existe de nombreuses études sur la théorie de l'électromagnétisme, l'optique et la propagation des ondes. Ses autres contributions importantes concernent la théorie de l'élasticité et la théorie du potentiel.
Ses travaux en physique mathématique portent notamment sur la mécanique rationnelle, qu'il a organisée dans un traité largement original (six traités, dans diverses éditions, de 1896 à 1927) basé sur des principes non ordinaires, proches de ceux proposés par Ernst Mach, et encore plus en accord avec les idées de W. K. Clifford.
Maggi est également un pédagogue valable, scrupuleux dans son activité de scientifique et de chercheur tout comme il était réfléchi en s'efforçant de fournir de solides repères didactiques avec la rédaction de monographies originales et de traités basés sur les notes de cours de ses enseignements. Ainsi, il réorganise et réorganise l'enseignement de la physique mathématique, avec la rédaction d'un grand et nouveau traité sur lequel seront formées des générations d'érudits et de chercheurs de la discipline.

## Distinctions et hommage
Maggi est membre de l'Académie des sciences de Turin (1918), de l'Académie des sciences et des lettres de l'institut lombard, de l'Académie italienne des sciences (1936) et de l'Académie des Lyncéens (1910).
Il est conférencier invité au Congrès international des mathématiciens en 1928 à Bologne.
La ville de Milan a baptise une de ses places en son honneur, la Piazza Gian Antonio Maggi.

## Publications
- Dinamica dei sistemi; lezioni sul calcolo del movimento dei corpi naturali (Pise : E. Spoerri, 1921)
- Dinamica fisica. Lezioni sulle leggi generali del movimento dei corpi natural (Pise : E. Spoerri, 1921)
- Principi della teoria matematica del movimento dei corpi, 1896.
- Principi di stereodinamica, 1903[5].
- Geometria del movimento, 1914.
- Teoria fenomenologica del campo elettromagnetico, 1931.

## Sources biographiques
- Adriano Paolo Morando : Gian Antonio Maggi dans l'Encyclopédie Treccani en ligne, Volume 67 (2006).
- Gian Antonio Maggi dans l'édition nationale des mathématiques italiennes en ligne.